# 卡雷尔·斯季博尔
卡雷尔·斯季博尔（捷克語：Karel Stibor，1923年11月5日—1948年11月8日），捷克男子冰球运动员。他曾代表捷克斯洛伐克国家队参加1948年冬季奥林匹克运动会冰球比赛，获得一枚银牌。